# Marina Gatell
Marina Gatell Poch (Sabadell, 11 de julio de 1979) es una actriz española de cine, teatro y televisión.

## Biografía
Hija de una directora de teatro, Marina pasó su infancia en el pueblo Monistrol de Calders (Barcelona) y estudió en el Instituto del Teatro de la ciudad condal a las órdenes de la profesora Nancy Tuñón, además de completar su formación con curso de canto, danza, solfeo y piano.
Empezó su carrera como actriz con papeles esporádicos tanto en series de ámbito local como de ámbito nacional. Su primer papel recurrente en la serie cómica de Telecinco 7 vidas, donde interpretó a Esther.
Desde 2002 y hasta 2004 protagonizó la sitcom Majoria Absoluta, una comedia de TV3 que sigue las ocurrencias de una gran familia junto a Emma Vilarasau y Jordi Bosch. Después participó en varias TV movies como Mintiendo a la vida, Crusader, Mobbing y la italiana I figli strappati.
En 2006 participó en la película Va ser que nadie es perfecto y se incorporó a la serie El mundo de Chema en Cuatro. Más tarde apareció en series como MIR y Ventdelplà.
En 2008 su fama creció exponencialmente ya que protagonizó la serie cómica de Antena 3 Lalola junto a Octavi Pujades, donde interpreta a Lola Padilla.
En 2010 se incorpora al reparto de la quinta temporada de la serie Física o Química de Antena 3 donde interpreta a Sandra. También ese año participa en la película ganadora de nueve Premios Goya (incluido el de mejor película) Pa Negre interpretando a Enriqueta. Además, en octubre participó en la miniserie Felipe y Letizia, una producción de dos capítulos que narra la historia de amor de los actuales monarcas españoles, donde interpretó a Telma Ortiz Rocasolano, hermana de la Reina Letizia.
El año 2011 estrenó hasta 3 TV-movies distintas. En febrero formó parte de la producción de época de TV3 Ermessenda, película que narra la vida de Ermessenda de Carcassona, (condesa de Barcelona, Gerona y Osona) una mujer que gobernó durante sesenta años en un mundo de hombres. En junio protagonizó La Trinca: biografía no autorizada, una película que repasa como surgió el popular grupo musical catalán La Trinca. Finalmente, en septiembre se estrenó en TV3 la adaptación televisiva de la obra teatral Terra Baixa, donde Gatell interpretó a la protagonista: Marta.
En 2012 estrena la premiada miniserie Carta a Eva, que narra la relación entre Eva Perón, Juana Doña y Carmen Polo, esposa de Franco. En 2013 forma parte del reparto de la película Volare de Joaquín Oristrell, una comedia sobre los sueños en las que comparte protagonismo con Joel Joan y Úrsula Corberó.
En 2014 forma parte del elenco de la adaptación española del best-seller de Federico Moccia Perdona si te llamo amor. También aparece en la película Rastros de Sándalo dirigida por Anna Soler-Pont. Además, participa en los tres últimos capítulos de la serie de TV3 39+1 donde interpretó a Lola, hermana de la protagonista.
Desde 2016 forma parte del reparto recurrente de la serie de sobremesa de TV3 La Riera interpretando a Griselda.

## Filmografía

### Cine
- 2021: Dos
- 2014: Rastros de sándalo
- 2014: Perdona si te llamo amor
- 2011: La Trinca: la biografía no autorizada
- 2010: Maximum Shame
- 2010: Pa negre
- 2008: Sin límites (Little Ashes en inglés; Sense limits en catalán).
- 2008: Intrusos (en Manasés)
- 2007: The Ungodly
- 2006: Va a ser que nadie es perfecto.
- 2003: Cocó
- 2002: Lisístrata
- 2000: Nosotras (Dones en catalán).

### Televisión
| Año         | Título                                | Personaje           | Notas         | Cadena      |
| ----------- | ------------------------------------- | ------------------- | ------------- | ----------- |
| 1999        | Pepe Carvalho                         | Chica               | 1 episodio    | ¿?          |
| 2000        | Tres en joc                           | Documentalista      | ¿?            | TV3         |
| 2000        | 7 vidas                               | Esther Martín       | 12 episodios  | Telecinco   |
| 2001        | Hospital Central                      | Nadine              | 1 episodio    | Telecinco   |
| 2001        | Només per tu                          | Anna                | TV Movie      | TV3         |
| 2002        | Desenlace                             | ¿?                  | 1 episodio    | Antena 3    |
| 2003        | Fragments                             | Clara               | TV Movie      | TV3         |
| 2002 - 2004 | Majoria absoluta                      | Carme Anglada       | 66 episodios  | TV3         |
| 2005        | Viure de mentides                     | Carolina            | TV Movie      | ¿?          |
| 2005        | Crusader                              | Marisa              | TV Movie      | ¿?          |
| 2005        | Lo Cartanyà                           | Laura               | 1 episodio    | TV3         |
| 2006        | I figli strappati                     | Almuth von Hassell  | TV Movie      | RAI         |
| 2006        | Mobbing''                             | Reyes               | TV Movie      | ¿?          |
| 2006        | El mundo de Chema                     | Rosa                | 11 episodios  | Cuatro      |
| 2007        | MIR                                   | Jaqueline López     | 3 episodios   | Telecinco   |
| 2007        | Ventdelplà                            | Lorena              | 4 episodios   | TV3         |
| 2007        | Després de la pluja                   | Secretaria          | TV Movie      | TV3         |
| 2008        | Zoo                                   | Tina                | 1 episodio    | TV3         |
| 2008 - 2009 | Lalola                                | Lola Padilla Sotelo | 160 episodios | Antena 3    |
| 2010        | Física o Química                      | Sandra              | 7 episodios   | Antena 3    |
| 2011        | Felipe y Letizia                      | Telma Ortiz         | miniserie     | Telecinco   |
| 2011        | Terra baixa                           | Marta               | TV Movie      | TV3         |
| 2011        | La Trinca: la biografía no autorizada | Merche              | TV Movie      | TV3         |
| 2011        | Ermesenda                             | Sansa               | 2 episodios   | TV3         |
| 2012        | Carta a Eva                           | Valia               | 2 episodios   | TV3         |
| 2012        | Volare                                | Elisa               | TV Movie      | TV3         |
| 2014        | 39+1                                  | Lola                | 3 episodios   | TV3         |
| 2015        | Fassman: L'increïble Home Radar       | Marina Fassman      | TV Movie      | TV3         |
| 2016        | La riera                              | Griselda            | 3 episodios   | TV3         |
| 2021        | La cocinera de Castamar               | Sol Montijo         | 12 episodios  | Antena 3    |
| 2022        | ¡García!                              | Silvia              | 6 episodios   | HBO Max     |
| 2023        | Nacho                                 | Sophie Evans        | ¿? episodios  | Atresplayer |
| 2024        | Com si fos ahir                       | Àngela              | ¿? episodios  | TV3         |

### Teatro
"Pis Mostra" (2014)
"Sota Teràpia" (2016) Teatre Borràs
"Temps Salvatge" (2018) Teatre Nacional de Catalunya
"La Rambla de les Floristes" (2019) Teatre Nacional de Catalunya (TNC)

## Enlaces de interés
- Marina Gatell Web y Foro: https://web.archive.org/web/20110208002239/http://www.marinagatell.com/
- Mánager de Marina Gatell: https://web.archive.org/web/20170913041337/http://mammager.com/

- Datos: Q3326065
- Multimedia: Marina Gatell i Poch / Q3326065